# Popular (Eric Saade)
Popular è un brano musicale in inglese scritto da Fredrik Kempe ed interpretato dal cantante svedese Eric Saade.

## Partecipazione all'Eurovision Song Contest 2011
È stato presentato all'edizione 2011 del Melodifestivalen, selezione nazionale svedese per scegliere il cantante che avrebbe rappresentato la nazione all'Eurovision Song Contest 2011, risultandone il vincitore. Con questo brano, l'artista si è dunque aggiudicato la possibilità di rappresentare la Svezia alla manifestazione internazionale, nella quale si è classificato terzo.

## Video musicale
Il video musicale è stato diretto da Mikeadelica ed è stato caricato su YouTube il 14 aprile 2011.

## Tracce
- Digital download #1

1. "Popular" – 3:00

- Digital download #2

1. "Popular" (Album Remix) – 3:08

- Digital download #3

1. "Popular" (Slow Version) – 3:15

## Classifiche e certificazioni
Il singolo è stato pubblicato il 4 marzo e si è classificato in prima posizione della classifica svedese dei singoli, restandovi per un totale di 5 settimane ed è stato certificato doppio disco di platino il 20 luglio 2011.
| Classifica (2011)                        | Posizione massima |
| ---------------------------------------- | ----------------- |
| Austria (Ö3 Austria Top 75)              | 29                |
| Belgio (Ultratip Fiandre)                | 4                 |
| Belgio (Ultratip Vallonia)               | 23                |
| Danimarca (Tracklisten)                  | 38                |
| Finlandia (Suomen virallinen lista)      | 17                |
| Germania (Media Control AG)              | 48                |
| Irlanda (IRMA)                           | 27                |
| Svezia (Sverigetopplistan)               | 1                 |
| Svezia (Sverigetopplistan Ringtones)     | 1                 |
| UK Singles (The Official Charts Company) | 76                |

## Date di pubblicazione
| Nazione | Data             | Formato          | Etichetta       |
| ------- | ---------------- | ---------------- | --------------- |
| Svezia  | 28 febbraio 2011 | Digital download | Roxy Recordings |
| Mondo   | 12 maggio 2011   | Digital download | Roxy Recordings |